# Тобит
Тобит — хакасская настольная логическая игра типа шашек.
В доиндустриальный период сетка для игры чертилась прямо на поверхности земли, фигурами для игры служили бабки (хазых) или другие кости домашних животных. Существовало несколько вариантов игры. Последние изменения в правила внесены после республиканской Спартакиады национальных видов спорта.

## Доска и фигуры
1. На доске нанесена сетка, которая состоит из девяти линий — чолов, пять из которых параллельные друг другу и равные по длине, пересекаются под прямым углом с четырьмя параллельными друг другу и равными по длине чолами, причем концы их выходят за пересекаемые им линии.
2. Пространство между чолами, называемое кёл, имеет форму квадрата. Чолы, направленные от одного партнера к другому по вертикали считаются продольными, пересекающие их — поперечными.
3. Фигуры для игры — хулы (по 12 белых и черных), расставляются на противоположных концах продольных чолов, а также на перекрестках продольных и крайних поперечных чолов и на концах крайних поперечных чолов.

## Ходы фигур
1. Хулы ходят по чолам прямо вперед, вправо и влево, на расстояние до соседнего свободного перекрестка или до конца чола. Если в процессе игры хул достигает противоположного конца любого продольного чола, он превращается в тобит, получая дополнительное право ходить назад. У каждой стороны одновременно может быть несколько тобитов.
2. Тобит, в отличие от простого хула, имеет право ходить на любой из свободных перекрестков по чолам, по прямой в любом из четырех направлений. Становиться можно только на свободные перекрестки или концы чолов. Перескакивать через свои хулы тобит не может.

## Взятие фигур
1. Хул при своем ходе обязан взять фигуру (хул, тобит) соперника, если последняя находится на соседнем по чолу перекрестке и перекресток (конец чола) за чолом свободен. Фигура, совершившая ход, становится на этот перекресток, перескакивая через фигуру соперника. Последняя снимается с доски. Брать фигуры разрешается со всех четырех сторон (вперед, назад, вправо, влево).
2. В один ход хул (тобит) должен взять все фигуры соперника, стоящие на его пути. При возможности взятия по двум или трем направлениям право выбора предоставляется берущему.

Также он сам выбирает в случае возможности взятие хулом или тобитом.

## Ход
1. Ходом считается передвижение хула от одного перекрестка к другому. Взятие, независимо от числа фигур, есть один ход.
2. Право первого хода за белыми фигурами.

## Нотация
1. Нотацией игры в тобит называется система условных обозначений. Так все концы чолов и перекрестки нумеруются от 1 до 38.
2. В начале игры партии белые хулы занимают номера от 1 до 12, черные — от 27 до 38.
3. Ход записывается через тире (7—14, 29—22) и т. д.

При взятии запись такая же, только вместо тире ставится двоеточие (8:22). Если взято несколько фигур, записываются все перекрестки, на которых совершалось изменение направления взятия (7:21:23:36).

## Определение результатов
1. Результатом встречи может быть утыс — победа, и хайым — ничья.
2. Партия считается проигранной одним из участников, если:

- а) он сам признал поражение;
- б) все его фигуры взяты;
- в) все хулы лишены возможности сделать очередной ход, так как перекрыты фигурами соперника на концах чолов. Победитель за утыс получает 2 очка, проигравший — 0.

1. Хайым заключается:

- а) по обоюдному согласию игравших;
- б) при трехкратном повторении позиций.

Обоим игрокам присуждается по 1 очку.

## Проведение соревнований
В зависимости от числа участников соревнования могут проводиться по круговой, олимпийской и т. д. системам. Возможны варианты с делением на группы и последующим финалом. Характер соревнований (личные, командные) указывается в положении о проведении.
Вариант. Наиболее распространенным является вариант, в котором сетка состоит из 4 продольных и 4 поперечных чолов. Остальные правила такие же.